# Сада, Токухэй
Токухэй Сада (яп. 佐田 徳平 Сада Токухэй, 1909 - 17 декабря 1933) — японский пловец, призёр Олимпийских игр.
Токухэй Сада родился в 1909 году в префектуре Яманаси, вырос в Нагое, окончил Университет Мэйдзи.
В 1928 году на Олимпийских играх в Амстердаме Токухэй Сада завоевал серебряную медаль в эстафете 4×200 м вольным стилем. После возвращения с Олимпийских игр стал работать в частной железнодорожной компании Ханкю. В 1933 году умер от болезни